# Kärna bokskog

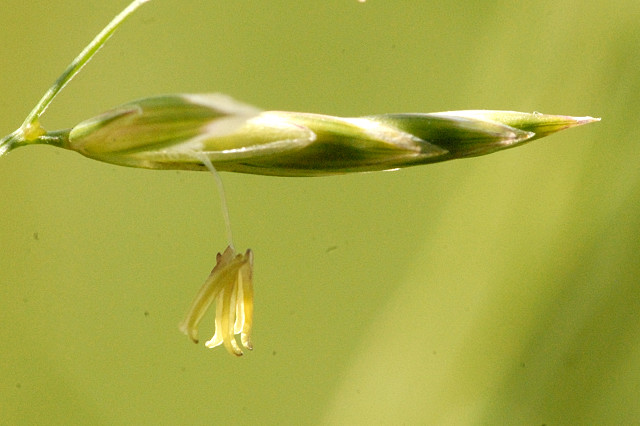
Skogssvingel

Kärna bokskog är ett naturreservat i Torsby socken i Kungälvs kommun i Bohuslän, förvaltat av Västkuststiftelsen. Det ligger utmed länsväg O 570 några kilometer nordväst från Kärna. Reservatet inrättades 2008 och har en areal på omkring 18 hektar. Vissa delar av området är tillgänglighetsanpassade.
I floran märks den sällsynta gräsarten skogssvingel samt flera rödlistade lavarter.